# Oziórnoie (Primórie)
|  | Per a altres significats, vegeu «Oziórnoie». |

Oziórnoie (en rus: Озёрное) és un poble del krai de Primórie, a l'Extrem Orient de Rússia, que en el cens del 2010 tenia 167 habitants. Està a 3 km a l'est d'Orlínoie.